# Tigre (art martial)
Pour les articles homonymes, voir Tigre (homonymie).

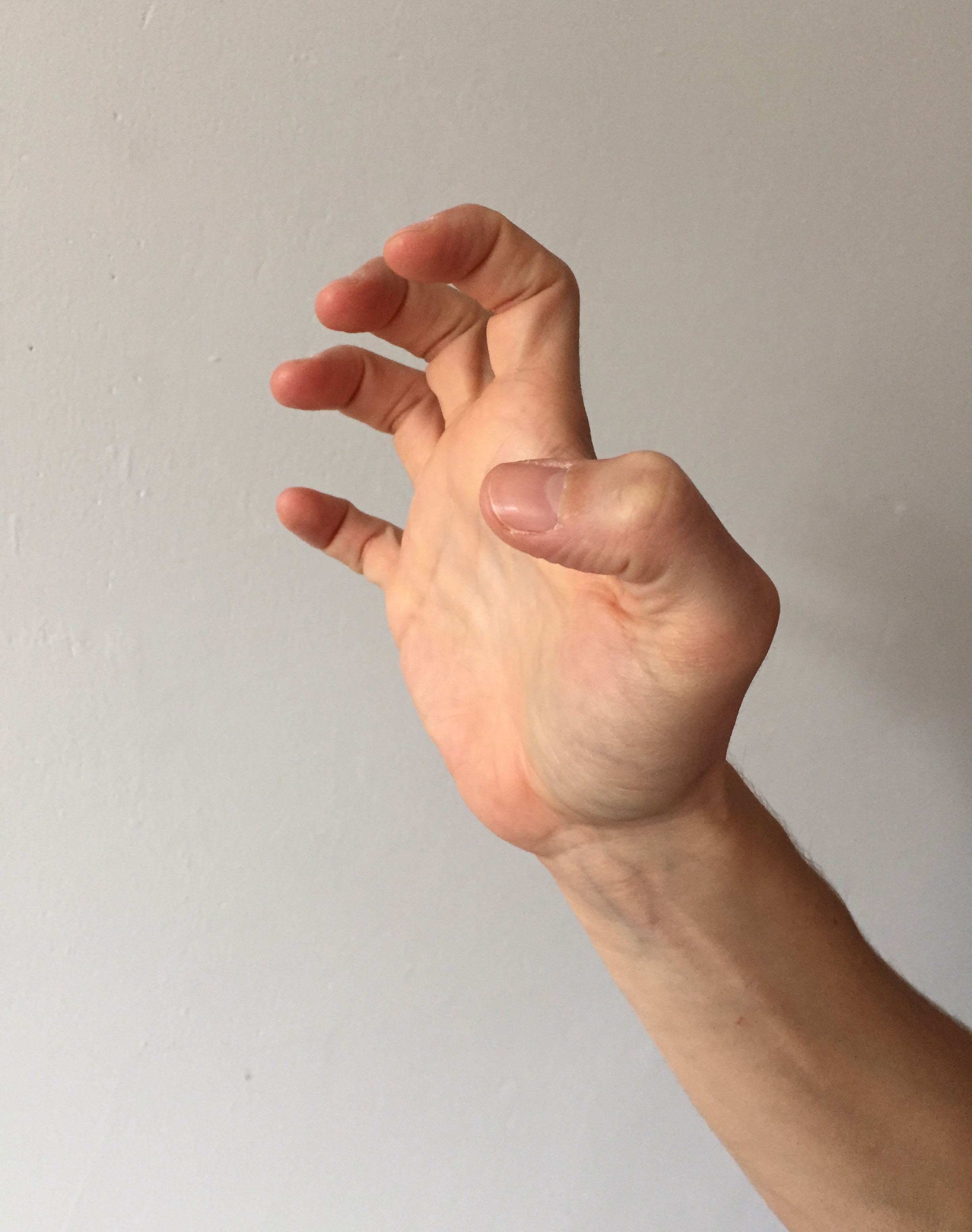
La position des doigts du pratiquant du style du tigre.

Le Tigre (en chinois Hu quan), dans les arts martiaux chinois (comme le jeu des 5 animaux), correspond à plusieurs figures censées imiter cet animal. 

## Technique

### Externe
Le style externe du tigre contient des saisies, qui vulnérabilisent l'adversaire et qui sont combinées à ces coups de paumes imitant la patte du tigre. Ses attaques sont puissantes et stables, avec de nombreuses saisies démontrant une certaine agressivité. La majorité des coups du tigre visent à effectuer une forte attaque externe. Les mouvements sont courts, secs, vifs et très durs.
Ce style est l'un des cinq styles pratiqués dans le Kung-Fu Hung-gar. C'est également un des styles du Mansuria Kung Fu[réf. incomplète] et du Wushu.

### Interne
Le style interne du tigre est utilisé pour stimuler le foie : il travaille sur la force (contracté/relâché) des tendons, et sur le regard.

## Particularité
- Le style du tigre rend leurs utilisateurs après un entrainement d'un an insensibles des mains (les articulations restent sensibles).